# Nikola Karabatić
Nikola Karabatic (11 d'abril de 1984, Niš, Sèrbia) és un jugador francès d'handbol d'origen croat pel seu pare i serbi per la seva mare. Ocupa el lloc de lateral esquerre o de central a la selecció d'handbol de França, i al PSG. És fill d'un exinternacional iugoslau. El seu actual parella és la saltadora Blanka Vlasic.
Amb la selecció francesa va participar en el Campionat d'Europa de 2008, on va obtenir una medalla de bronze. Va ser el màxim golejador juntament amb Ivano Balic i Lars Christiansen i va ser triat l'MVP del torneig. En aquest mateix any va aconseguir la medalla d'or en els Jocs Olímpics guanyant a la final 28-23 a Islàndia, on va marcar 8 gols.
La temporada 2013-2014, va guanyar cinc títols amb el FC Barcelona, en un gran any en què l'equip només no va poder guanyar la Copa d'Europa, i a la Lliga ASOBAL va guanyar tots 30 partits disputats, amb un nou rècord de gols, 1146.